# Maslacq
Maslacq ist eine französische Gemeinde mit 888 Einwohnern (Stand 1. Januar 2022) im Département Pyrénées-Atlantiques in der Region Nouvelle-Aquitaine (vor 2016: Aquitanien). Die Gemeinde gehört zum Arrondissement Pau und zum Kanton Le Cœur de Béarn (bis 2015: Kanton Lagor).
Die Bewohner werden Maslacquais und Maslacquaises genannt.

## Geographie
Maslacq liegt ca. 35 km nordwestlich von Pau in der historischen Provinz Béarn.
Umgeben wird der Ort von den Nachbargemeinden:
| Sarpourenx         | Argagnon                                    |       |
| Castetner Loubieng | Kompassrose, die auf Nachbargemeinden zeigt | Mont  |
|                    | Sauvelade                                   | Lagor |

Maslacq liegt im Einzugsgebiet des Flusses Adour. Der Gave de Pau strömt zusammen mit seinen Nebenflüssen Geü, Ruisseau de Géu Mort und Laâ durch das Gebiet der Gemeinde.

## Geschichte
Auf dem Gebiet der Gemeinde lassen sich Reste von befestigten Lagern aus dem Altertum und aus dem Mittelalter erkennen. Die Kultstätte Notre-Dame de Muret datiert aus dem 11. Jahrhundert und ist eine der ältesten Wallfahrtsstätten der Marienverehrung im Béarn. Sie befindet sich auf einer Anhöhe über dem Gave, der heute zur Nachbargemeinde Mont gehört. Eine Benediktinerabtei auf dem Pilgerweg nach Santiago de Compostela ist 1045 in den Schriften erwähnt worden. Um die Besiedelung voranzutreiben, wandelten Roger Bernard III., Graf von Foix, Vizegraf von Castelbon und Vicomte von Béarn, und seine Gemahlin, Marguerite de Béarn, Vicomtesse von Béarn, das Dorf im Jahre 1298 in ein sogenanntes castelnau um. bei dem jedem Bewohner ein Platz für den Hausbau und eine Parzelle für die landwirtschaftliche Bewirtschaftung zugewiesen wurde. In der Volkszählung des Béarn im Jahre 1385 wurden in Maslacq dann auch 90 Haushalte gezählt und vermerkt, dass die Siedlung zur Bailliage des Archidiakonats Larbaig des Bistums Lescar gehört. Das Schloss von Maslacq war ursprünglich ein Laienkloster, dem Vicomte von Béarn unterstellt. Im 16. Jahrhundert gehörte es der Familie Abbadie. In der Neuzeit wurde Maslacq durch eine Papierfabrik bekannt, die 1760 von Pierre de Laussat errichtet wurde. Sie sollte die höchst prosperierende von Béarn werden und ihr Papier der Marke „Fleuret aux trois Ô“ bis nach Spanien und Portugal exportieren. 1856 wurde der Betrieb allerdings wieder stillgelegt. 1767 wurde eine Steingutfabrik ins Leben gerufen, deren Produktion zwischen 1790 und 1800 eingestellt wurde.
1972 wurden Castetner und Loubieng mit Maslacq vereinigt, 1978 erlangte Loubieng wieder seine Unabhängigkeit, ein Jahr später Castetner.
Toponyme und Erwähnungen von Maslacq waren:
- Maslach (1170, Urkunden von Barcelona, laut Pierre de Marcas Buch Histoire de Béarn),
- Marslag (12. Jahrhundert, laut Pierre de Marcas Buch Histoire de Béarn, S. 402, 471),
- Maçlag (1249, Notare von Oloron, Nr. 4, Blatt 50),
- Mazlag (1286, Gallia Christiana),
- Maslac en Larbag (1298, Urkunden der Vicomté Béarn),
- Sanct-Johan de Maslac (1476, Notare aus Castetner),
- Maslacq (1750, Karte von Cassini),
- Marlac (1793, Notice Communale),
- Maslascq (1801, Bulletin des lois) und
- Maslacq (1863, Dictionnaire topographique du département des Basses-Pyrénées).[3][6][5]

### Einwohnerentwicklung
Vom Beginn der Aufzeichnungen am Ende des 18. Jahrhunderts bis zur Mitte des 19. Jahrhunderts wuchs die Gemeinde auf einen Höchststand der Einwohnerzahl von 1000. Anschließend reduzierte sich die Zahl bei kurzen Erholungsphasen bis zu den 1930er Jahren auf rund 550 und wuchs bis zu den 1960er Jahren auf 875 an. In den darauffolgenden Jahren erfolgte erneut eine Stagnation bis zur Jahrtausendwende auf rund 730 Einwohner, bevor in der Folge ein kräftiges Wachstum zu verzeichnen war.
| Jahr      | 1962 | 1968 | 1975  | 1982 | 1990 | 1999 | 2006 | 2009 | 2022 |
| --------- | ---- | ---- | ----- | ---- | ---- | ---- | ---- | ---- | ---- |
| Einwohner | 848  | 875  | 1.372 | 724  | 738  | 727  | 745  | 776  | 888  |

## Sehenswürdigkeiten

### Pfarrkirche
Gaston Fébus, Vicomte von Béarn, stiftete die Johannes dem Täufer geweihte Kirche im 14. Jahrhundert. Der Grundriss, die polygonale Apsis und die südliche Seitenkapelle sind Überbleibsel des ursprünglichen Bauwerks. 1569 wurde sie während der Hugenottenkriege stark beschädigt, ein partieller Wiederaufbau erfolgte zu Beginn des 17. Jahrhunderts. In der zweiten Hälfte des 19. Jahrhunderts wurden der Glockenturm und vermutlich die nördliche Seitenkapelle errichtet. Im Jahre 1900 fanden umfangreiche Restaurierungsarbeiten statt. Das Gewölbe wurde durch Ziegelstein ersetzt, die Wände wurden vergipst und verputzt, eine neue Fensteröffnung aus der Westwand des Langhauses gebrochen und der Fußboden betoniert. Der Bayonner Maler  Etienne Decrept schuf zur gleichen Zeit Ölgemälde für das Langhaus und den Chor, die in den 1960er Jahren allerdings weggegeben wurden. Ein Jahr später wurden Glasfenster des Glasmalers Pierre Arcencam aus Pau eingebaut und die Seitenkapellen und die Sakristei restauriert. 1937 wurde schließlich der Glockenturm restauriert.
Die Architektur des Kirchturms ist im lokalen Stil verankert. Sein polygonaler Helm ist von vier Dachreitern mit Kugeln und Kreuzen an ihrer Spitze umgeben. Die Bedeckung der Dächer mit Schiefer betont den lokalen Charakter. Die Umrahmung der doppelten Schallöffnungen der Glockenstube mit weißen Steinen zeigt sich auch an den meisten umliegenden Häusern. Nur wenige Elemente des Vorgängerbaus aus dem 14. Jahrhundert haben die Jahrhunderte überdauert. Lediglich Bogenscharten sind am unteren Teil des Glockenturms zu erkennen als Zeugen einer Zeit, als die Kirche befestigt war und während der Hugenottenkriege zerstört wurde.
Das auf der Seite befindliche Eingangsportal in Form eines Spitzbogens ist von Steinen umrahmt, die mit tiefen Rillen verziert sind. Die rechte Seitenkapelle öffnet sich zum Langhaus durch einen ockerfarbenen Spitzbogen. Sie ist wie die andere Seitenkapelle mit einem Kreuzrippengewölbe ausgestattet, bei dieser ist das Gewölbe jedoch aus Holz gearbeitet. Der Chor ist schlicht ausgestaltet bis auf drei schmale Zwillingsfenster mit Glasfenstern, die mit liegenden Dreipässen ausgestaltet sind.
Die nördliche Seitenkapelle ist mit einem Altar aus weißem Marmor versehen, der aus der zweiten Hälfte des 19. Jahrhunderts datiert und der Jungfrau Maria gewidmet ist. Seine Vorderseite ist mit drei spitzbogenförmigen Arkaden verziert. Die beiden Pilaster in der Mitte sind mit goldfarbenen stilisierten Kandelabern verschönert. Unter den Arkaden fallen Ornamente im Zusammenhang mit Maria auf, in der Mitte ein Marienmonogramm, links stilisierte Schwertlilien, rechts Rosen. Die äußeren Ecken des Altarunterbaus sind mit vergoldetem Blattwerk verschönert.
Das zugehörige Altarretabel greift die Stilelemente des Altars auf. Oberhalb der Mensa ist ein Tabernakel in eine stufenförmige Struktur integriert, die ist aus dem gleichen Material wie der Altar gearbeitet ist und deren Fassade die gleiche Art von goldfarbenem Blattwerk zeigt, das sich vom weißen Marmor abhebt. Auf der obersten Stufe steht eine Marienstatue, die der im 19. Jahrhundert nach den Marienerscheinungen in Lourdes erlassenen Ikonografie entspricht. Sie hat die Hände gefaltet und trägt einen weißen Mantel und ein weißes Kleid mit einem blauen Gürtel. Der Altar mit seinem Retabel wird durch die extreme Nüchternheit des Kircheninneren, hervorgerufen durch seine gleichförmig weißen Wände, erst zur Geltung gebracht.

### Schloss von Maslacq
Es ist der ehemalige Wohnsitz der Familie Abbadie d’Arboucave und gleichzeitig das im 16. Jahrhundert erwähnte Laienkloster. Das heutige Gebäude wurde in der Mitte des 18. Jahrhunderts neu gebaut. Der zweistöckige Wohntrakt wird von zwei Seitenflügeln flankiert. Er ist aus hellen Bruchsteinen angelegt mit einem Sichtmauerwerk an der Hauptfassade, verputzt an den anderen Seiten. Ein großer Dreiecksgiebel, der das Wappen der Familie trägt, schmückt die Mitte der nördlichen Hauptfassade. Eine breite Terrasse, die über eine Treppe mit zwei Läufen erreichbar ist, führt zum Eingang des Schlosses. Das stark geneigte Dach wird von Dachgauben unterbrochen. Das Schloss befindet sich in Privatbesitz und ist nicht zu besichtigen.
Ein Überbleibsel des Wohnsitzes der Familie Abbadie ist ein hexagonaler Turm mit einer ursprünglichen Fassade, die im Erdgeschoss durch eine Tür, in den oberen drei Etagen mit Zwillingsfenstern durchbrochen ist. An einer Seite des Turms ist ein dickes Mauerstück des ehemaligen Gebäudes zu erkennen. Eine Wendeltreppe führt im runden Inneren des Turms mit einem Durchmesser von drei Metern zu den oberen Stockwerken. Die Pfeiler des Haupteingangs an der nördlichen Seite sind mit Sternen und Halbmonden verziert. Sie enden an Kapitellen, die mit Blattwerk verschönert sind und Skulpturen von Fantasietieren tragen, die ein verblasstes Wappen einrahmen.

### Schloss Castetnau
Das im 18. Jahrhundert errichtete Gebäude zeigt bei allen Einflüssen der nördlichen Regionen Frankreichs eine Bewahrung seiner Authentizität der Béarner Architektur. Die Verwendung von Flachziegeln zur Abdeckung der Dachgauben sind typisch für die Region der Gaves. Die kleinen Dreiecksgiebel oberhalb der Dachfenster unterbrechen die Monotonie der großen Fassade. Die Umrandung der Fenster und der Eingangstür mit Steinen erinnert an die traditionelle Bauweise der Bauernhäuser der Region. Auch dieses Schloss befindet sich in Privatbesitz und ist nicht zu besichtigen.

## Wirtschaft und Infrastruktur

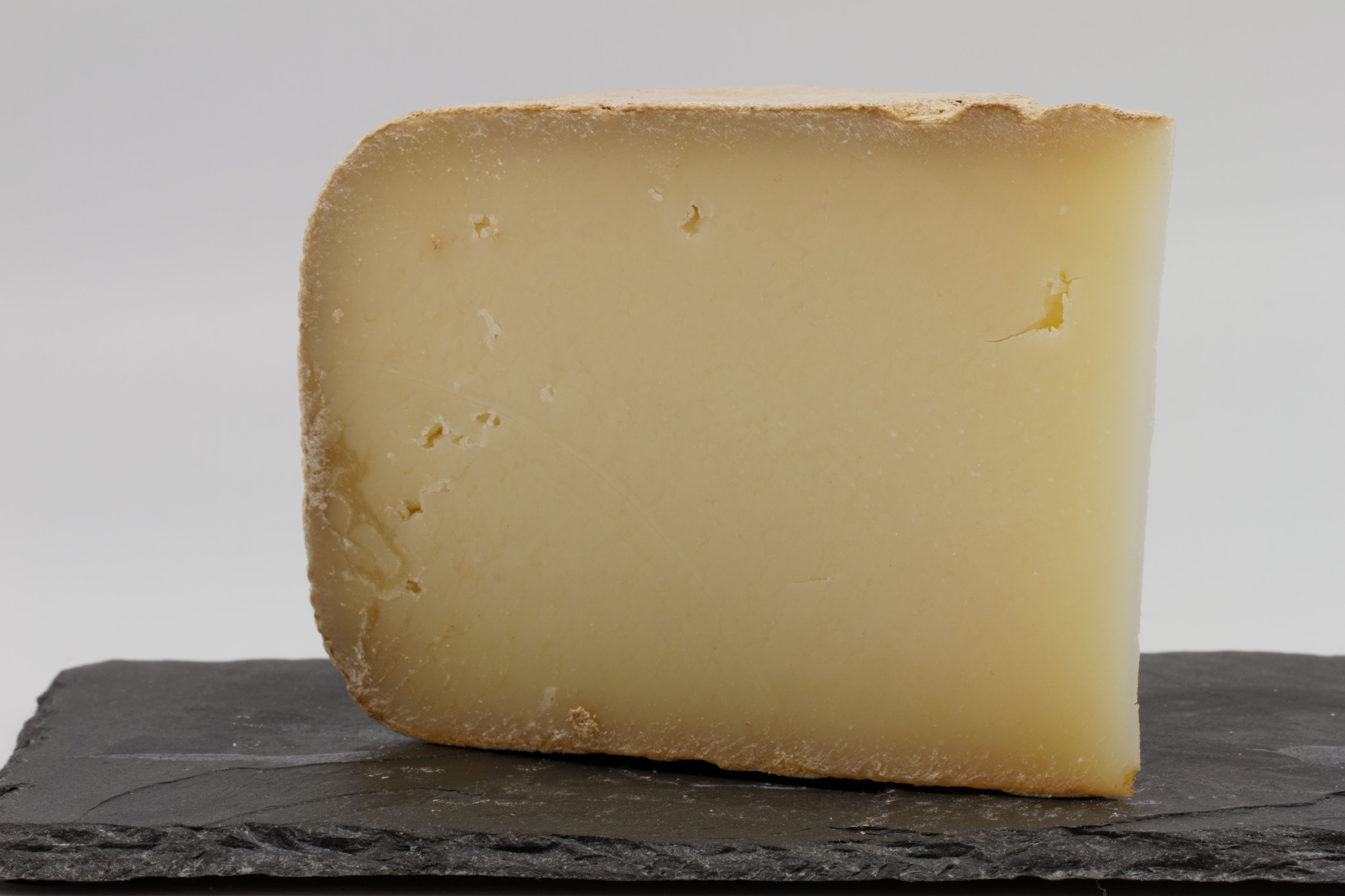
Ossau-Iraty

Die Wirtschaft der Gemeinde basiert auf der Landwirtschaft, profitiert aber auch von der Lage im Herzen des Béarn, um den Tourismus zu entwickeln. Maslacq liegt in der Zone AOC des Ossau-Iraty, eines traditionell hergestellten Schnittkäses aus Schafmilch.

### Bildung
Maslacq verfügt über eine öffentliche Vor- und Grundschule mit 62 Schülerinnen und Schülern im Schuljahr 2017/2018 und eine private Grundschule „Jeanne d’Arc“ mit 30 Schülerinnen und Schülern.

Logo des Jakobswegs

### Sport und Freizeit
- Der Fernwanderweg „GR 65“ von Genf nach Roncesvalles führt durch das Gemeindegebiet. Er folgt ab Le Puy-en-Velay der Via Podiensis, einem der vier historischen Wege der Jakobspilger in Frankreich.[20][21]

- Ein Rundweg von 15,2 km Länge mit einem Höhenunterschied von 180 m führt zu Fuß oder mit dem Fahrrad vom Zentrum der Gemeinde zum Schloss de Brassalay in Biron und auf die Anhöhen von Castetner mit Blick auf die Pyrenäen.[22]

- Maslacq verfügt über einen privaten Flugplatz, der Mitgliedern des Vereins  Ailes Béarnaises zur Verfügung steht.

### Verkehr
Maslacq wird durchquert von den Routes départementales 9 und 275.
Die Autoroute A64, genannt La Pyrénéenne, durchquert ebenfalls das Gemeindegebiet, allerdings ohne direkte Ausfahrt zum Ort.

## Persönlichkeiten
André Charlier, geboren am 25. Dezember 1895 in Paris, gestorben am 8. August 1971 in Paris, war Lehrer und Direktor der École des Roches und Autor mehrerer Werke. Ursprünglich in Verneuil-sur-Avre gegründet, wurde die Schule 1940 im Zweiten Weltkrieg angesichts der heranrückenden deutschen Truppen nach Maslacq verlegt. André Charlier schloss sich der Schule zur gleichen Zeit an und wurde 1941 Direktor. Er blieb bei der Schule auch nach dem Umzug 1950 nach Clères bis zu seinem Eintritt in den Ruhestand 1962.